# Liste de séismes en Italie
Pour un article plus général, voir Listes de séismes.

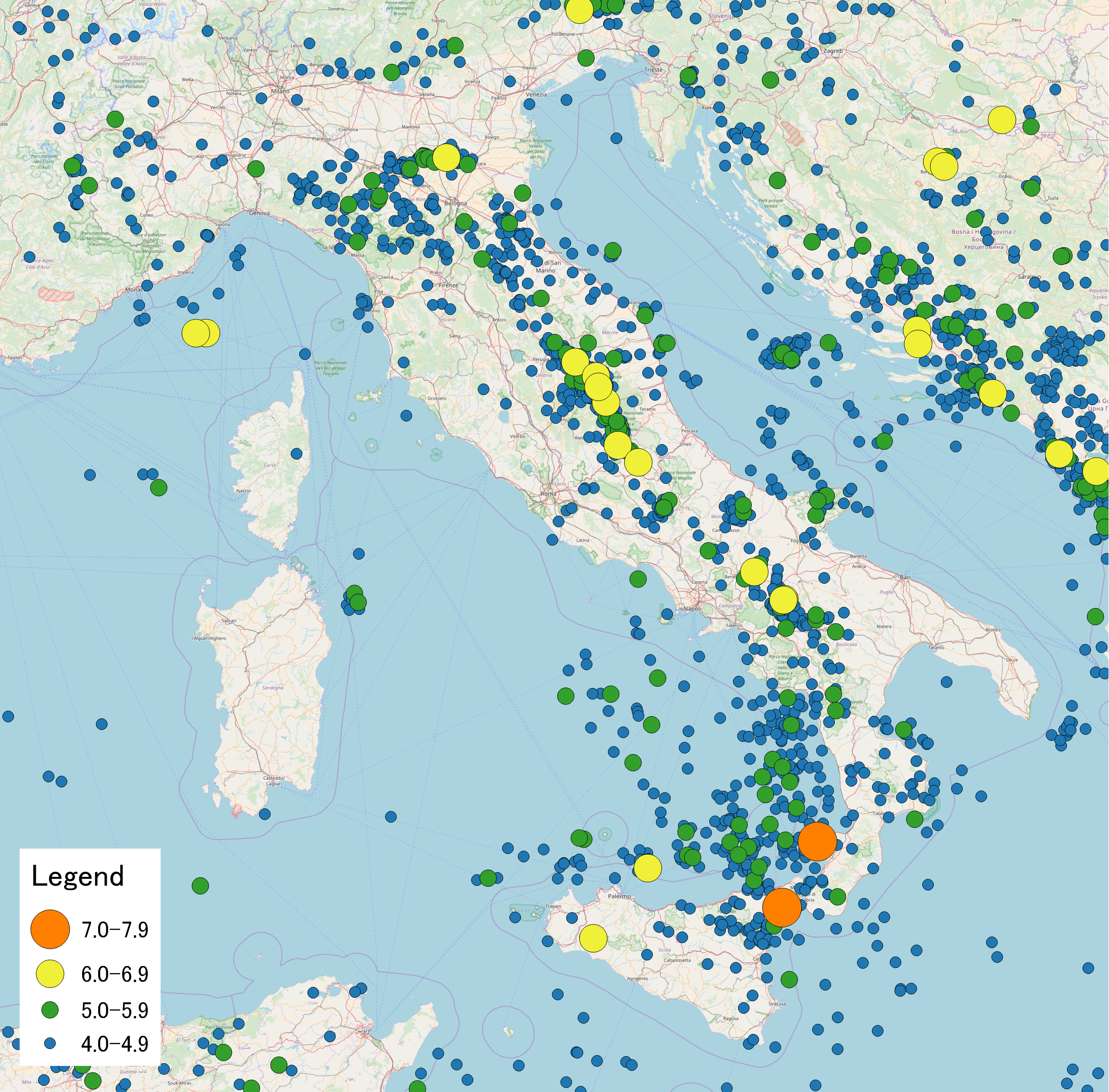
Carte des séismes entre 1900 et 2017

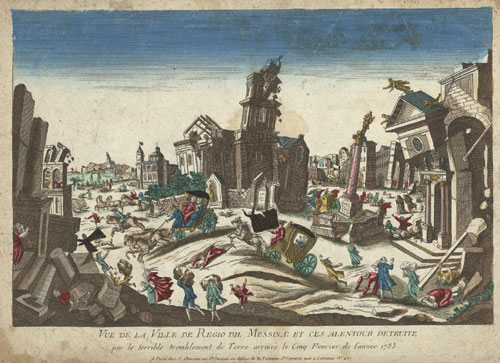
Séisme de 1783 à Reggio de Calabre.

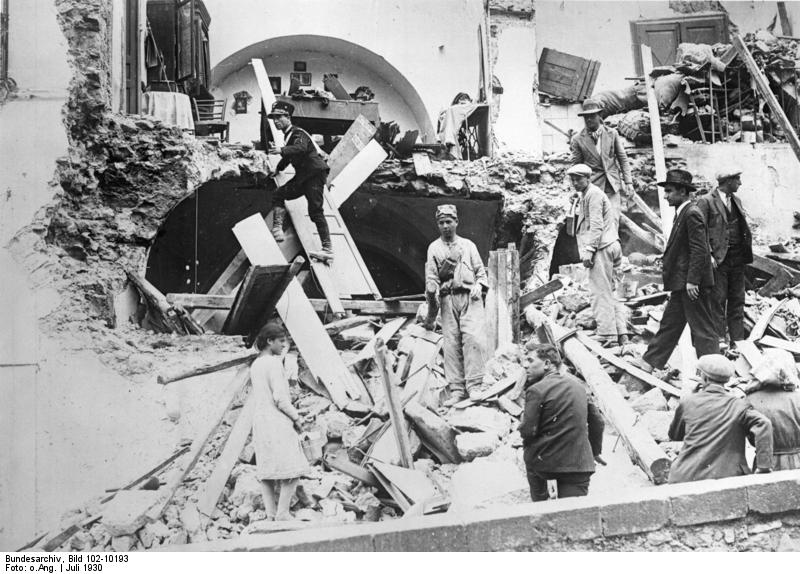
Séisme de 1930 dans l'Irpinia.

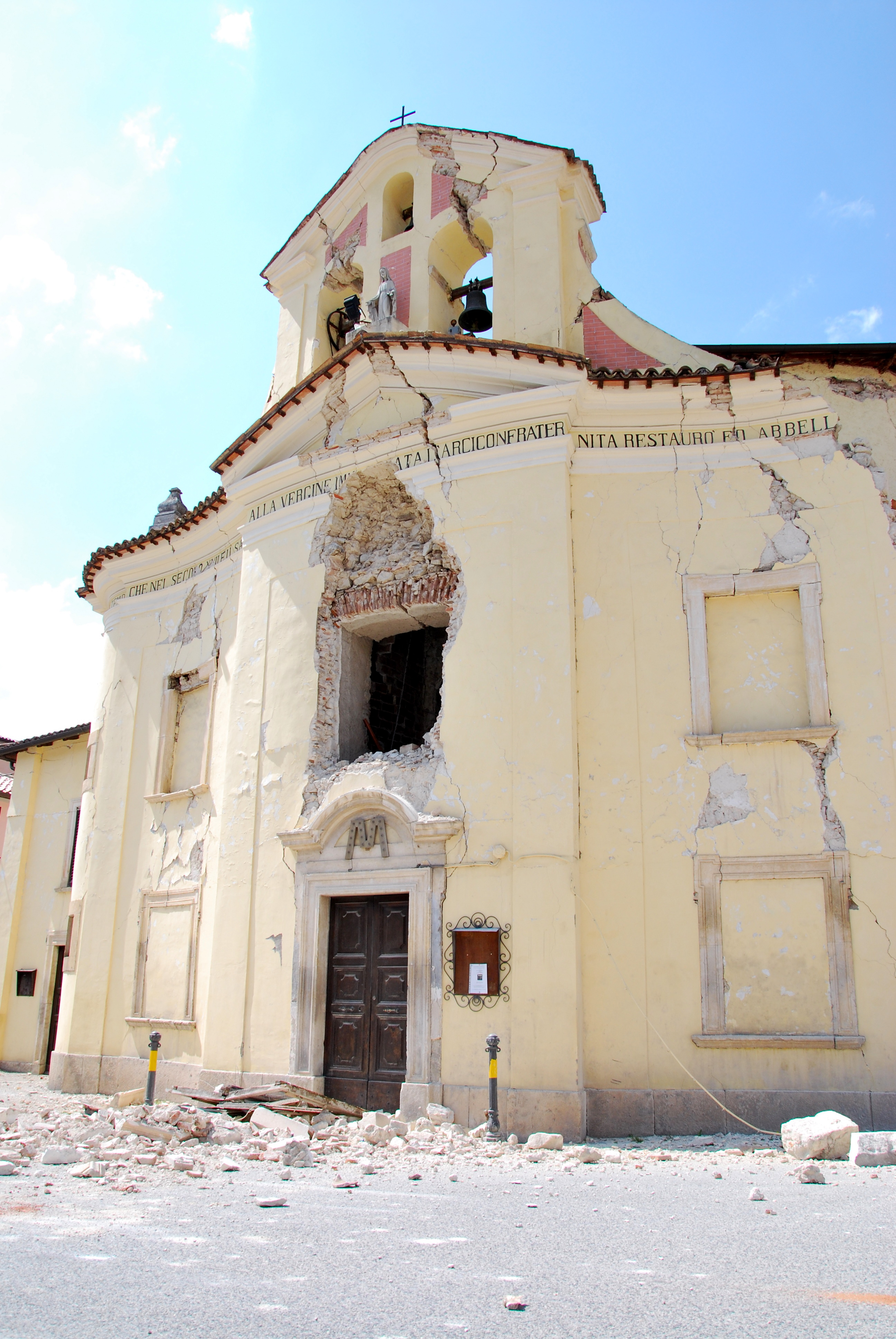
Séisme de 2009 à L'Aquila.

Cette liste de séismes en Italie répertorie les événements sismiques catastrophiques ayant eu lieu sur l’ensemble du territoire italien, particulièrement exposé aux tremblements de terre par sa position sur une zone de fortes frictions entre les plaques tectoniques africaine et eurasienne.

## Époque antique
- Séisme du 5 février 62 à Pompéi

## Époque moderne
- 1117 : à Vérone et tout le Nord de l'Italie,
- 1169 : à Catane (Sicile),
- 1343 : à Naples
- 1456 : à Naples ( 4 décembre)[1] et entre Abruzzes et Basilicate,
- 1542 : à Scarperia en Mugello (nord-est de Florence).
- 1624 : Séisme d'Argenta (région de Ferrare)
- 1639 : Italie centrale[2].
- 1678 : dans la région de Vénitie dans le Nord-Est de l'Italie
- 1688 : en Campanie,
- 1693 : à Raguse (Sicile), 60 000 morts et à Naples, 93 000 morts[3][source insuffisante].
- 2 février 1703 :  à L'Aquila dans les Abruzzes, le jour du Carnaval, des milliers de morts.
- 1783 : en Calabre, 50 000 morts.
- 12 janvier 1789 : Italie centrale. (Città di Castello)
- 1887 : en Ligurie, 635 morts (voir Séisme Ligure de 1887).

## AuXXesiècle
- 1905 : en Calabre, 5 000 morts.
- 28 décembre 1908 : sur le détroit de Messine (sud), environ 95 000 morts entre les villes de Messine et Reggio de Calabre.
- 13 janvier 1915, dans les Abruzzes (centre), 30 000 morts.
- 23 juillet 1930, dans les Irpinia (sud), 1 425 morts.
- 15 janvier 1968, Tremblement de terre de 1968 en Sicile, dans la vallée du Belice, 370 morts.
- 6 mai 1976 : Tremblement de terre de 1976 dans le Frioul, Gemona del Friuli, Province d'Udine (nord-est), 989 morts.
- 19 septembre 1979 : Norcia, Abruzzes, Marches  et Latium (centre), 5 morts.
- 23 novembre 1980 : Tremblement de terre de l'Irpinia entre la Campanie (centre) et le Basilicate (sud), 2 916 morts et 20 000 blessés dans la région de Naples.
- 5 mai 1990 : près de Potenza, en Basilicate, 4 morts.
- 13 décembre 1990 : en Sicile, entre Catane et Raguse, faisant 17 morts et 200 blessés.
- 26 septembre 1997  et 3 octobre 1997 : Tremblement de terre d'Ombrie et des Marches (centre-est), douze morts, plus de 110 blessés et 38 000 sans-abri, en particulier à la Basilique Saint-François d'Assise (4 tués par la chute d’une voûte).

## AuXXIesiècle
- 17 juillet 2001 : près de Bolzano (nord) dans le  Haut-Adige, au moins trois morts.
- 6 septembre 2002 : à Palerme (Sicile), 2 morts.
- 31 octobre 2002 :  dans le village de San Giuliano di Puglia en Molise (centre-est), 30 morts.
- 6 avril 2009 : séisme de magnitude 6,3 révisé depuis à 6,1[4], à L'Aquila dans les Abruzzes, 308 morts et plus de 50 000 sans-abris.
- 20 et 29 mai 2012 : séismes en Émilie-Romagne, 27 morts :
  - le 20 mai séisme de magnitude 6 près de Modène (l'épicentre se trouve à Finale Emilia),
  - le 29 mai, une nouvelle série de secousses dont la plus forte est de magnitude 5,8 (avec un épicentre à Mirandola).
- 26 octobre 2012 : séisme de magnitude 5 dans la province de Cosenza, 1 mort.
- 24 août 2016 : séisme de magnitude 6,2 près du village d'Amatrice, partiellement détruit (au moins 291 morts).
- 26 et 30 octobre 2016 : tremblement de terre d'Ombrie et des Marches ; magnitude 6,5 le 30 octobre (villages de Castelsantangelo sul Nera, Visso, Norcia, Fiastra, Pieve Torina).
- 18 janvier 2017 : Une série de quatre séismes majeurs frappent l'Italie centrale entre les régions des Abruzzes, du Latium, des Marches et de l'Ombrie, provoquant la mort de 34 personnes.
- 21 août 2017 : un séisme de magnitude 4.0 sur l'île d'Ischia provoque la mort de 2 personnes.
- 18 septembre 2023 : un séisme de magnitude 4,8 touche le pays au nord de Florence[5].
- 27 septembre 2023 : un séisme de magnitude 4,2 touche les Champs Phlégréens dans la région de Naples[6].
- 13 mai 2025 : trois séismes dont un de magnitude 4,4 touche les Champs Phlégréens dans la région de Naples[7].